# Kies- und Sandgrube von Dudenhofen
Das Naturschutzgebiet Kies- und Sandgrube von Dudenhofen (NSG-Kennung 1438024) liegt im hessischen Landkreis Offenbach. Es umfasst einen etwa 17,32 Hektar großen Wald- und Wiesenbestand, der sich im Stadtgebiet von Dudenhofen befindet.

## Gebietsbeschreibung
Das Naturschutzgebiet liegt südöstlich von Dudenhofen (Rodgau) inmitten des Waldes unweit des Rodgauer Kalksandsteinwerkes. Über befestigte Schneisen gelangt man zu dem NSG, das nur von einem Beobachtungspunkt einzusehen ist. Besonders bedeutsam ist das Vorkommen von Moor- und Springfrosch. Problematisch ist jedoch, dass die Wassertiefen der Laichgewässer extrem schwanken und somit eine große Beeinträchtigung der Amphibienbestände besteht. Auch der seltene Pillenfarn (Pilularia globulifera) und der Sonnentau (Drosera rotundifolia) leiden unter diesem Wechsel und sind inzwischen recht selten geworden. Besondere Bedeutung kommt zusätzlich den verschiedenen Bodenflechten und dem Sumpfbärlapp (Lycopodiella inundata) zu.

## Schutzzweck
Schutzziel ist die Erhaltung und Ausbau ausgedehnter Flachgewässer. Es ist Lebensraum des Moorfrosches und beherbergt eine große Artenvielfalt. Eine Auswahl ist Zwergtaucher, Flussregenpfeifer, Silberreiher, Graureiher, Kanadagans. Eine Beobachtungsstelle für Interessierte ist vorhanden. Es ist durch Sand- und Kiesabbau entstanden. Das Ziel ist die Erhaltung bzw. Wiederherstellung ausgedehnter Flachgewässer.

## Naturschutzgebiete im Landkreis Offenbach
- Liste der Naturschutzgebiete im Landkreis Offenbach